# سرخیو پلیزارو
سرخیو پلیزارو (انگلیسی: Sergio Pellizzaro؛ زادهٔ ۱ مارس ۱۹۴۵) بازیکن فوتبال اهل ایتالیا است.
از باشگاه‌هایی که در آن بازی کرده‌است می‌توان به باشگاه فوتبال اینتر میلان، باشگاه فوتبال پروجا، باشگاه فوتبال آ.اس. رم، باشگاه فوتبال آتالانتا، باشگاه فوتبال امپولی، و باشگاه فوتبال پالرمو اشاره کرد.